# フランシスコ・キロス
フランシスコ・キロス（Francisco Quiroz、1957年6月4日 - 1993年5月15日）は、ドミニカ共和国の男性プロボクサー。元WBAライトフライ級王者である。通算28戦11勝（5KO）15敗(4KO) 1引き分け。

## 経歴
1978年2月24日にプロデビュー。デビューから6連勝するが、その後9連敗を喫する。なお、1982年8月14日の試合は無効試合となり、1982年11月20日の試合も敗戦して無効試合を除くと10連敗となる。
1982年12月11日にオスカル・ボリバルをKOで勝利し2年ぶりの勝利。その後引き分けを1試合挟むが4戦して3勝1引き分け。1984年5月19日にルペ・マデラの持つWBAライトフライ級王座に挑戦し、9RKO勝利でタイトル獲得。1984年8月18日にはビクター・シエラの挑戦を2RKOで退け、初防衛に成功。
1985年3月29日にジョーイ・オリボの挑戦を受けるが15R戦い判定負けで王座陥落。その後も4試合をこなしたが全て敗北する。特に1988年10月8日と1990年11月1日は1RKO,TKO負けという惨敗。1990年11月1日の試合を最後に引退。
引退後の1993年にナイトクラブでの喧嘩で死亡した。

## 獲得タイトル
- WBA世界ライトフライ級王座(防衛1)